# Chris Roberts (énekes)
Chris Roberts, született Christian Klusáček (Schwabing, München, 1944. március 13. – Berlin, 2017. július 2.) német énekes, színész.
Az 1985-ös Eurovíziós Dalfesztiválon Luxemburgot képviselte Margo, Franck Olivier, Diane Solomon, Ireen Sheer és Malcolm Roberts társaságában. Az általuk előadott Children, Kinder, Enfants dal 37 pontot kapott és a 13. helyen végzett a versenyben.

## Diszkográfia
- Die Maschen der Mädchen (1970)
- Zum Verlieben (1971)
- Chris Roberts (1971)
- Die großen Erfolge (1972)
- Hab’ Sonne im Herzen (1972)
- Verliebt in die Liebe (1972)
- Die Maschen der Mädchen (1972)
- Eine Freude vertreibt 100 Sorgen (1973)
- Wenn jeder Tag ein Sonntag wär… (1973, mit Ireen Sheer)
- Du kannst nicht immer siebzehn sein (1974)
- Ein paar schöne Stunden (1974)
- Ich mach ein glückliches Mädchen aus dir (1975)
- Du wirst wieder tanzen geh’n (1976)
- Fröhliche, fröhliche Weihnachtszeit (1976)
- CR (1978)
- Chris & Friends (1980)
- Hautnah (1984)
- Hinter den Wolken (1995)
- Best of Chris Roberts (1998)
- Meine größten Erfolge (2000)
- Dezember (2000)
- Momente (2002)
- Seine schönsten Lieder (2007)

## Filmjei
- Wenn die tollen Tanten kommen (1970)
- Musik, Musik – da wackelt die Penne (1970)
- Unsere Pauker gehen in die Luft (1970)
- Tante Trude aus Buxtehude (1971)
- Rudi, benimm dich!  (1971)
- Hochwürden drückt ein Auge zu (1971)
- Meine Tochter – Deine Tochter (1972)
- Immer Ärger mit Hochwürden (1972)
- Mensch ärgere dich nicht (1972)
- Wenn jeder Tag ein Sonntag wär(1973)
- Sunshine Reggae auf Ibiza (1983)
- Almenrausch und Pulverschnee (1992, tv-film)
- Die Zwillingsschwestern aus Tirol (1992, tv-film)